# ブルーベリー
ブルーベリー（英: blueberry）は、ツツジ科スノキ属シアノコカス節に分類される落葉低木およびその果実（ベリー）の総称。果実は生食・加工いずれにも用いられる。別名はヌマスノキ。英名のブルーは果実の青紫色に由来し、ベリーは「小さな実」の意味である。いくつかの系統と品種があり、果樹や庭木として植えられる。
ブルーベリーは大別して6系統（種・タイプ）あるが、食用として重要なのはハイブッシュ系・ラビットアイ系・ローブッシュ系の3系統（種・タイプ）である。そのうち、栽培種にはハイブッシュ系とラビットアイ系の2系統ある。細かい品種は数百種にも及ぶ。

## 植物としての形態・生態
成木の樹高は品種によって違うが、概ね1 - 3メートル（m）になる。北アメリカ大陸でのみ栽培される野生種に近い品種は数10cm程度の低木である。幹は単生、あるいは株立ちすることもある。樹皮は灰褐色で縦に筋があり、やがて裂けて剥がれる。若い枝は淡灰褐色で毛がある。花期は4 - 5月（日本の場合）。春に、ドウダンツツジに似た白またはピンク色の釣鐘状の花を咲かせ、花後に0.5 - 1.5センチメートル（cm）ほどの青紫色の小果実が生る。
葉は秋に紅葉して美しい。葉や果実に含まれるアントシアニンという物質が、葉を赤く紅葉させる主要色素でもある。枝ごとに葉色が異なったり、他の葉の陰の部分が黄色になるなど一枚の葉の中でも濃淡があったり、紅葉の色幅は豊かである。冬芽は卵形で紅紫色、6 - 10枚の芽鱗に包まれていて、芽鱗の縁は褐色である。枝先に仮頂芽がつき、側芽は枝に互生し、枝に下の方の側芽は小さい。葉痕は半円形で、維管束痕が1個つく。

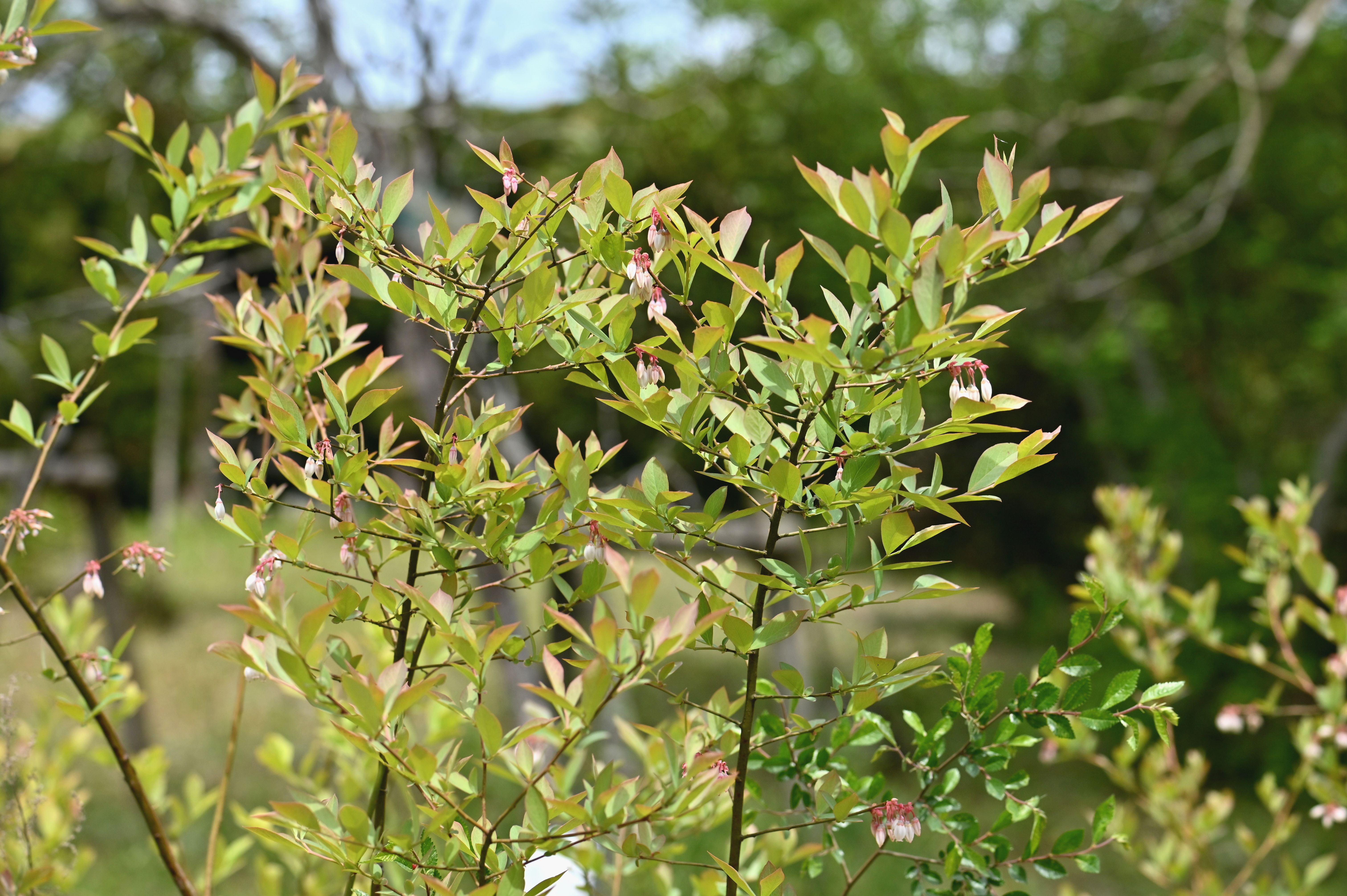
ブルーベリーの木の枝
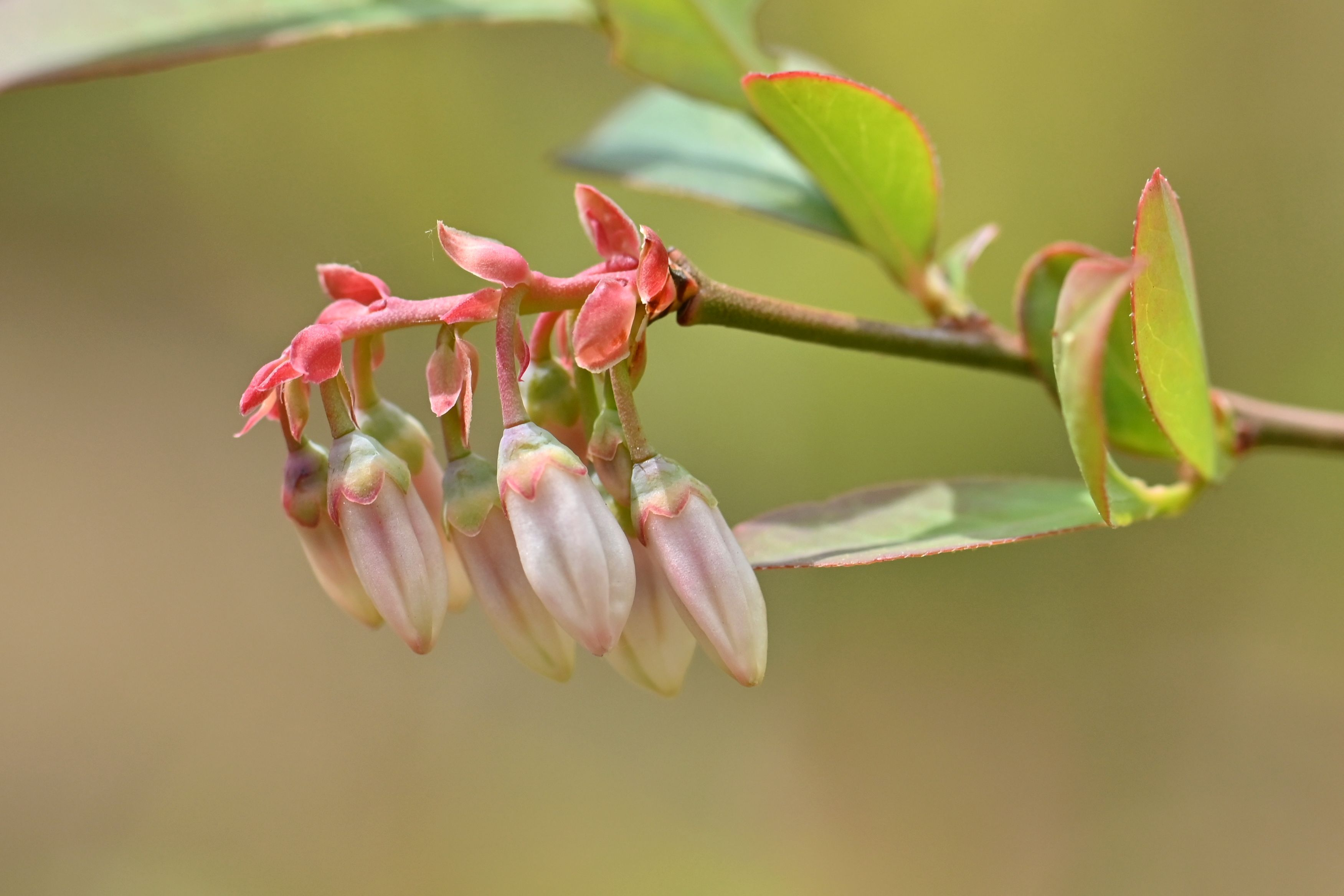
花蕾
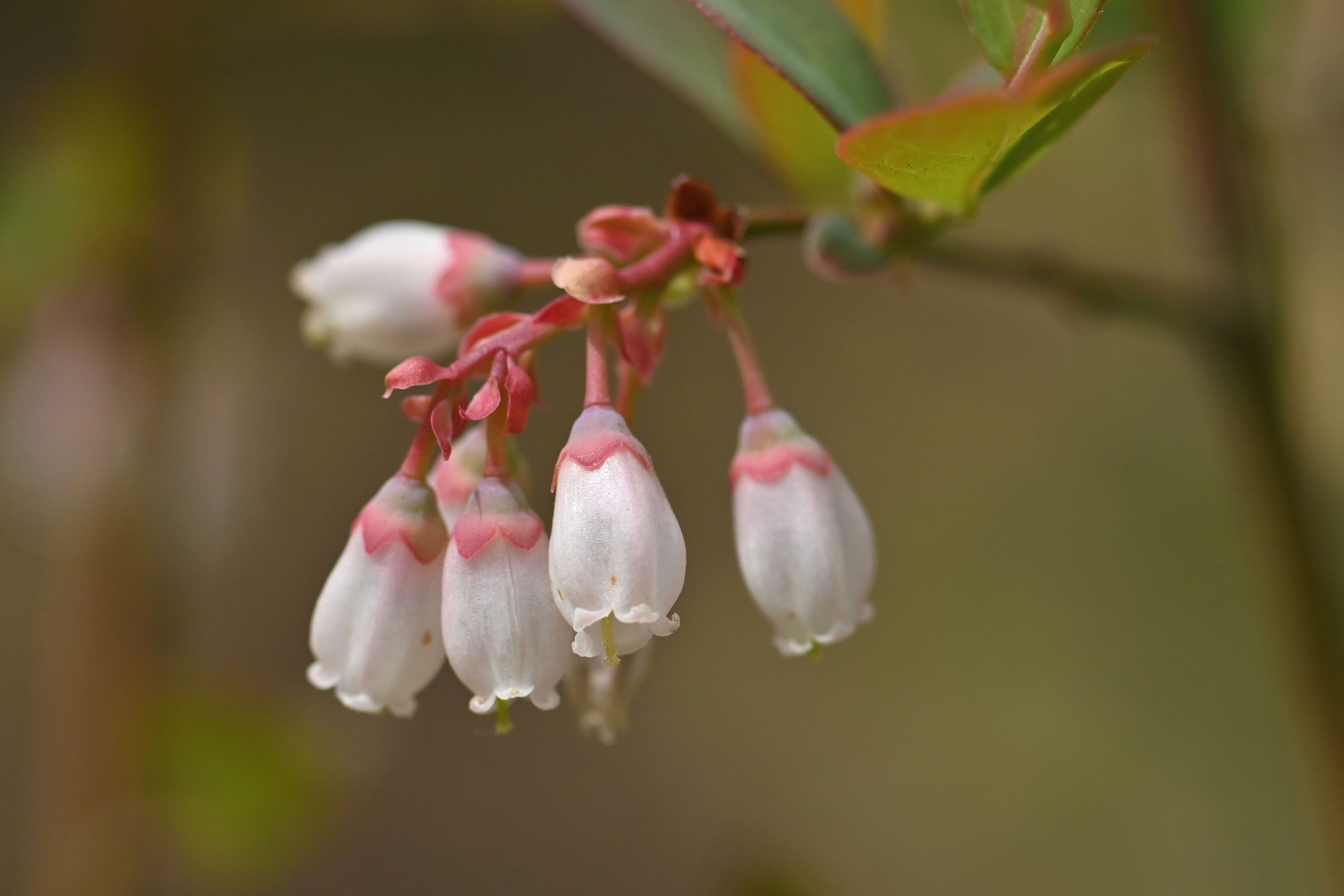
花

## 歴史
北アメリカ原産。野生種（近縁種）はヨーロッパ、東アジアなどにもみられ、ヨーロッパ・アメリカでは古くから食用に供し、日本でも近縁種のクロマメノキ・ナツハゼ・シャシャンボ・クロウスゴなど野生種の果実を食用とした。栽培用園芸品種群の登場は19世紀の末に遡り、北アメリカ大陸のインディアンが利用していた各地の野生種を基にして創出された。これら北アメリカ産の園芸用ブルーベリーが、食用品種としてヨーロッパや日本に伝播した。
ブルーベリーの祖先にあたる植物は南アメリカに自生していた。その植物がカリブ海諸島を経て北アメリカに渡って進化し、ブルーベリーとなった。果実は北アメリカでは古くから食用とされており、さらに20世紀に入り果樹としての品種改良が進み、ハイブッシュ系、ラビットアイ系、ハーフハイブッシュ系、ローブッシュ系の交配により多くの品種が作出された。（詳細は後述の「種と品種」節を参照。）

## 種と品種
主としてビルベリー（bilberry）などを改良したもので、アメリカ原産の背の低いローブッシュ・ブルーベリーと、背の高いハイブッシュ・ブルーベリーとがある。細かく見ると数百種あるブルーベリーの品種の多くはアメリカ合衆国で作られたが、日本やオーストラリア、ニュージーランドなどで作られた品種もある。日本で導入されている品種は100種にも及び多くはアメリカ産品種だが、日本で開発された品種も栽培されている。
1960年にアメリカ農務省（USDA）が七大品種を選定したが、日本の気候に必ずしも合わないことが指摘されている。また、日本に導入された品種名に誤りがあったことが明らかになっている。

### ハイブッシュブルーベリー系統（栽培種）
高さ50センチメートルから、高いものでは3メートル以上になり、果実は青色から黒紫色になる。 このタイプはさらにノーザンハイブッシュ系とサザンハイブッシュ系、ハーフハイハイブッシュ系の3グループに分けられ、それぞれのグループにたくさんの品種がある。
- ハイブッシュ・ブルーベリー

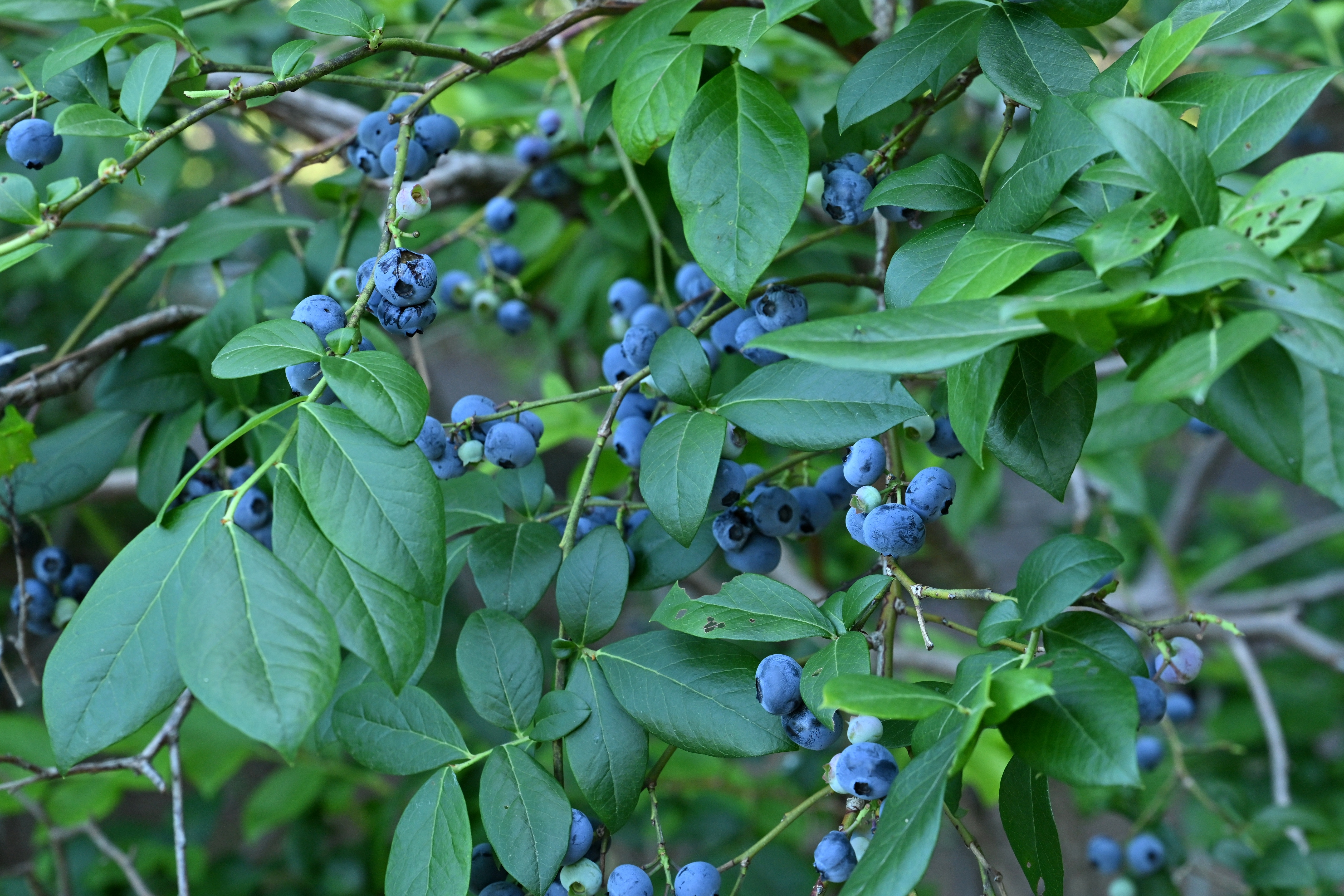
Vaccinium corymbosum 'Chandler' ノーザンハイブッシュブルーベリー ‘チャンドラー’

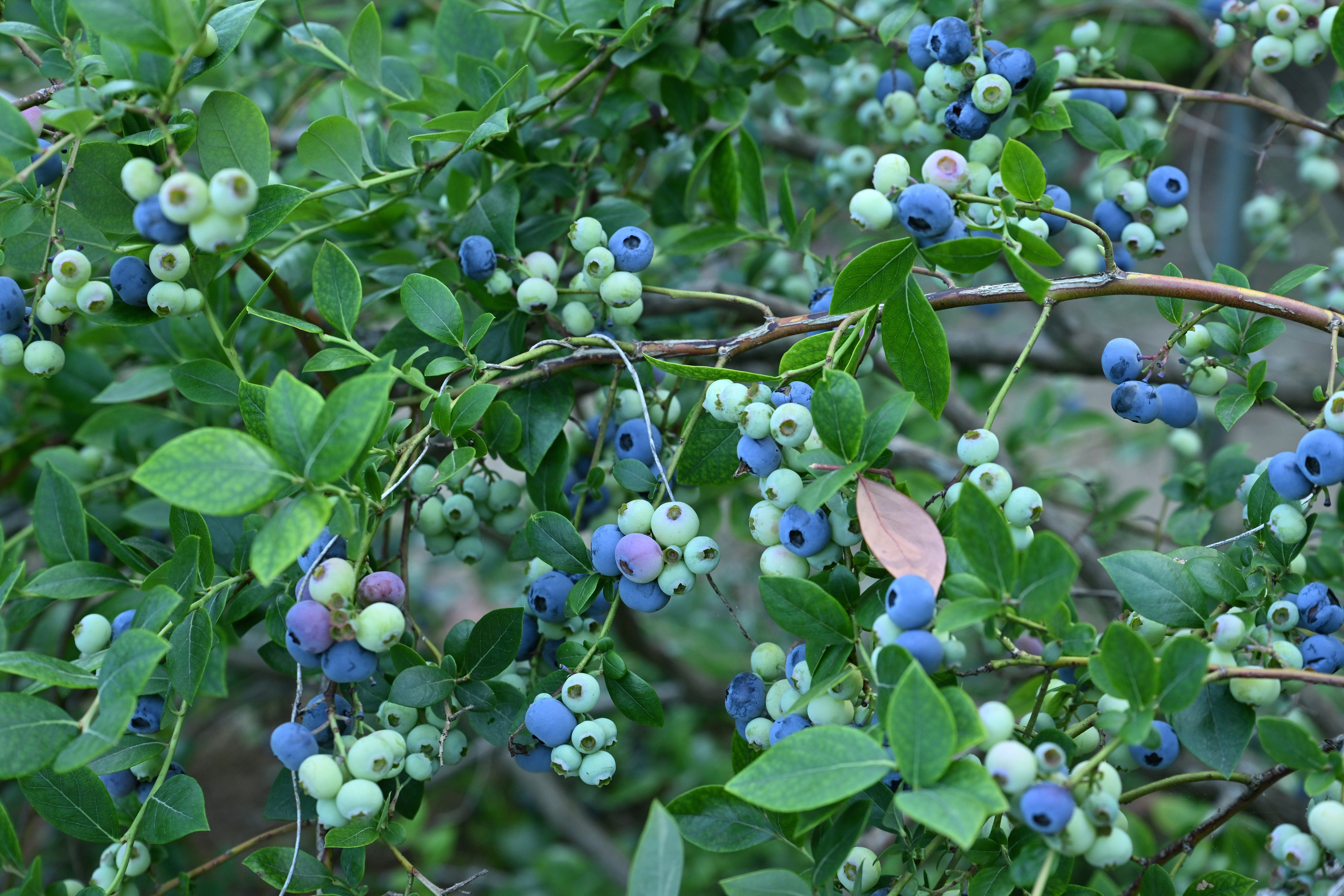
Vaccinium darrowii 'Summit' サザンハイブッシュブルーベリー ‘サミット’

  - 北部ハイブッシュ系ブルーベリー Vaccinium corymbosum
    - Spartan（スパルタン）
    - Herbert（ハーバート）
    - Berkeley（バークレー）
    - Blueray（ブルーレイ）
    - Vaccinium boreale（ノーザン・ブルーベリー

  - 南部ハイブッシュ系ブルーベリー Vaccinium darrowii
    - Vaccinium elliottii（エリオット・ブルーベリー）
    - Vaccinium formosum（サザン・ブルーベリー）
    - Vaccinium fuscatum（ブラック・ハイブッシュ・ブルーベリー、syn. V. atrococcum）
    - Vaccinium hirsutum（ヘアリー・フルーテッド・ブルーベリー）
    - Vaccinium simulatum（アップランド・ハイブッシュ・ブルーベリー）
    - Vaccinium tenellum（サザン・ブルーベリー）

### ラビットアイブルーベリー系統（栽培種）
ラビットアイブルーベリーにもたくさんの栽培品種がある。このタイプは、果実が成熟する前にウサギの目のようにきれいなピンク色になることから名付けられた。

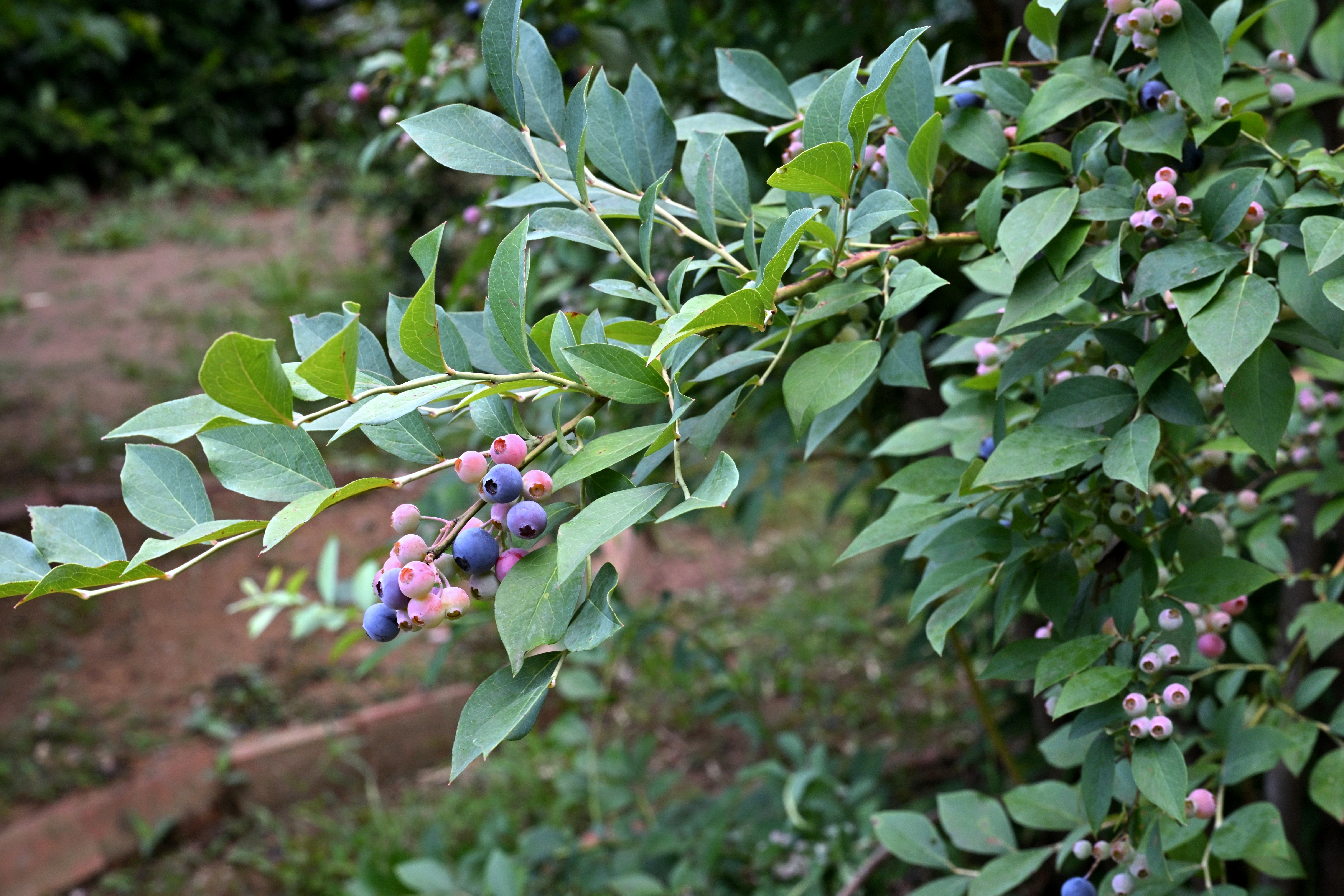
Vaccinium virgatum 'Brightwell'　ラビットアイブルーベリー ‘ブライトウェル’

- ラビットアイ系ブルーベリー Vaccinium virgatum（syn. V. ashei）
  - Tifblue（ティフブルー）
  - Homebell（ホームベル）

### ローブッシュブルーベリー（野生種）
高さ15 - 50センチメートル程度の灌木で、果実は明るいブルー色である。
- ローブッシュ系ブルーベリー Vaccinium angustifolium[10]

### その他（および未分類・不明）
- Vaccinium caesariense（ニュー・ジャージー・ブルーベリー）
- Lateblue （レイトブルー）
- Vaccinium koreanum（コリアン・ブルーベリー）
- Vaccinium myrsinites（エバーグリーン・ブルーベリー）
- Vaccinium myrtilloides（カナディアン・ブルーベリー）
- Vaccinium pallidum（ドライランド・ブルーベリー）

## 栽培

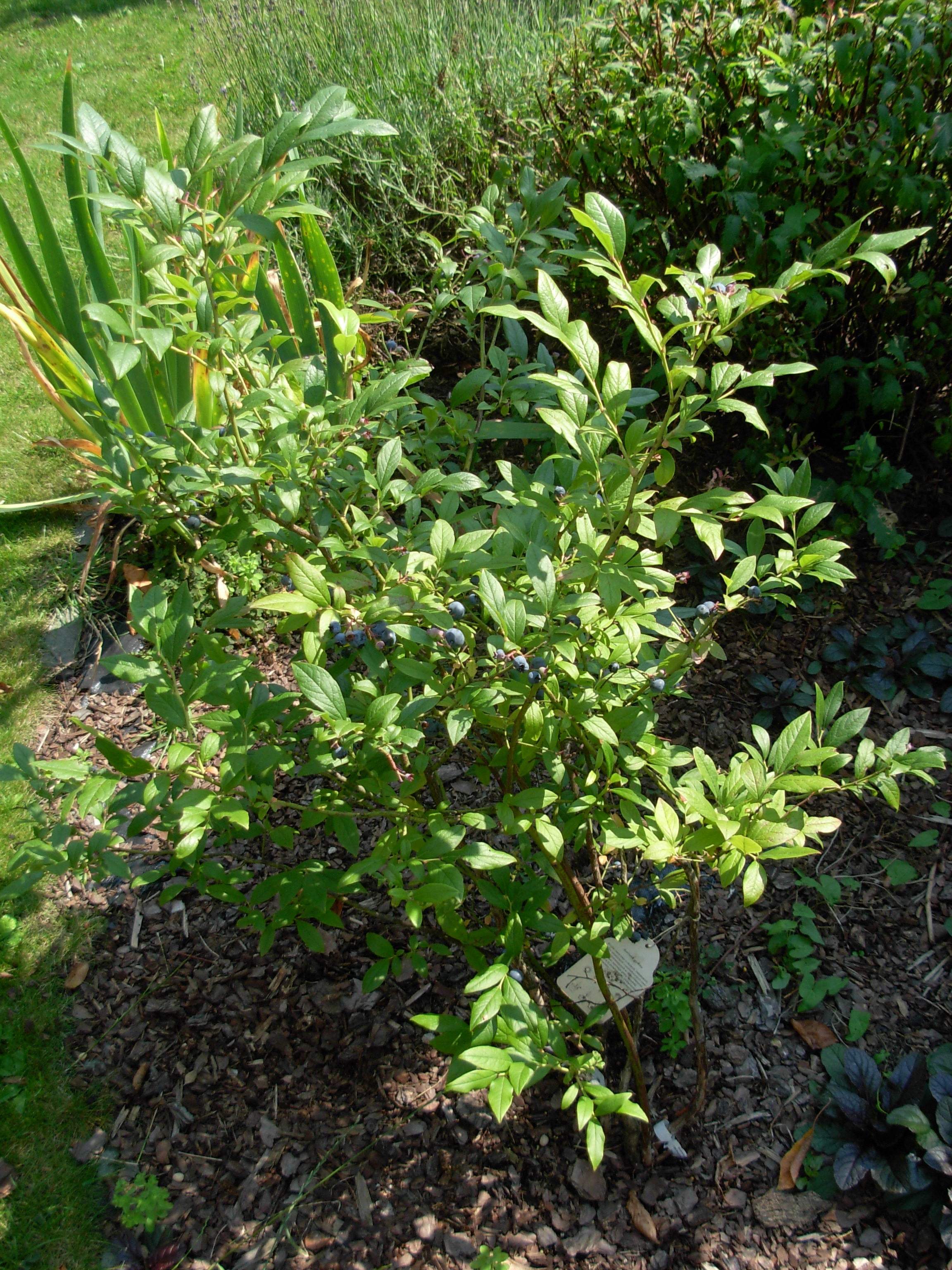
ブルーベリーの木。

栽培においては酸性土壌で水捌けが良い土質を好み、農薬を一切使わずに栽培することも可能である。乾燥にも過湿にも弱いため、培土の管理に注意する必要がある。（ただし、地植えであればほとんど気を使う必要はない）ラビットアイ系の品種は自家受粉しにくく、1本だけ植え付けても実つきが悪い傾向にある。同じラビットアイ系で別の品種を一緒に植え付けることで受粉がうまく行われるようになる。ハイブッシュ系のブルーベリーには1本でも結実する品種もあるが、同じハイブッシュ系の異なる品種を一緒に植えることで、より実付きが良く、そして大きな果実が実るようになる。
ブルーベリーは挿し木で増やすのが一般的である。ブルーベリーの挿し木には、挿し木に用いる枝によって新梢を用いる「緑枝挿し（りょくしざし）」、休眠時期の枝を用いる「休眠枝挿し（きゅうみんしざし）」がある。
栽培適地はハイブッシュ系が寒冷地向き、ラビットアイ系が暖地向きとされる。また、サザンハイブッシュ系が作られ暖地でも食味のよいハイブッシュ系の栽培ができるようになった。日本では関東地方の気候は全ての系統の栽培に好適であり、関東地方が日本国内ブルーベリーの主産地となっている。

## 食用
果実は夏から秋にかけて熟し、甘酸っぱい。生食用の他、ジャムや果実酒、ジュース、菓子材料などに用いる。
一部の品種にはアントシアニンが豊富に含まれ、ブルーベリーやビルベリーを使用した健康食品やサプリメントが「視力回復によい」「動脈硬化や老化を防ぐ」「炎症をふせぐ」などと謳われて広く市販されているが、人での有効性・安全性については、質の高い臨床試験は、ほとんど行われていない。食品化学からも、食事から摂取したアントシアニンがそのまま吸収され、目に到達することは考えにくい。アントシアニンは酸化・分解しやすく、中性からアルカリ性では容易に分解する。また、水溶性であるため、体内ではほとんど吸収されない（胃や腸などの消化管を通過できない）。国立健康・栄養研究所の論文調査では、ブルーベリーではデータが見つからず、ビルベリーではランダム化比較試験が複数存在するが、目の諸機能の改善を一貫して示してはいない。コレステロールや血圧では3つのメタ分析で効果を示していなかった。
研究例
いくつかの小規模な研究では、有益な効果の可能性が示唆されているが、規模の小さい研究は偶然に得られた可能性が大きいため、これらの知見を裏付けるためにはさらに多くの研究が必要である。
ブルーベリーから抽出されたアントシアニンを使った72人と59人での偽薬対照クロスオーバー試験2研究では、暗順応と夜間視力の改善は見られず、光退縮後の視力の回復は早くなっていた。
7つのランダム化比較試験からブルーベリーの抽出物や粉末（クランベリージュースでも）は、12週間後までに2型糖尿病の血糖制御に有益な効果が示されていた。6つのランダム化比較試験をメタ分析し、ブルーベリーのサプリメントは血圧への影響はなかった。

## 生産と流通

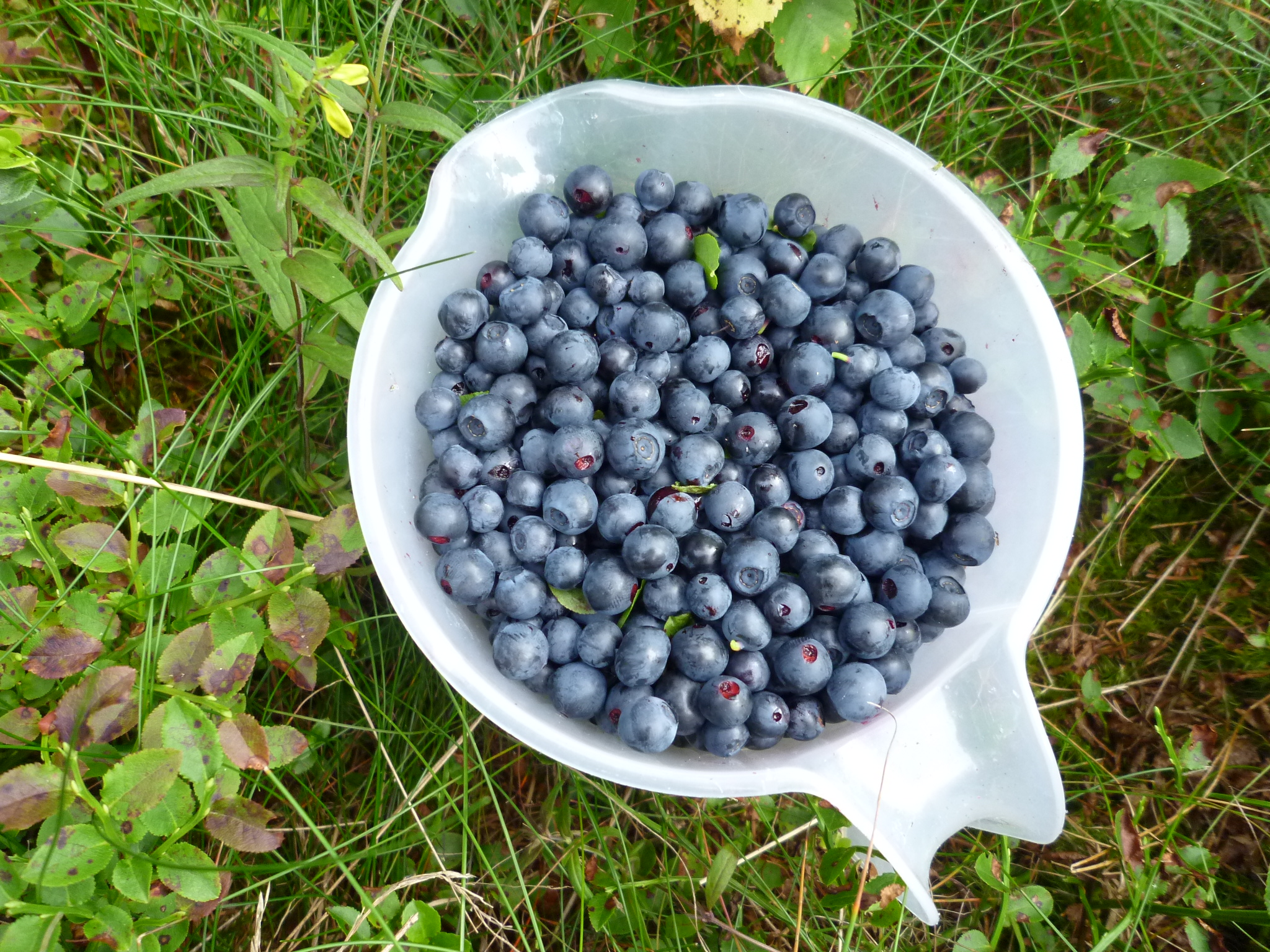
収穫されたブルーベリー。

| 国                  | トン    |
| ------------------- | ------- |
| アメリカ合衆国      | 294,000 |
| ペルー              | 180,300 |
| カナダ              | 146,370 |
| メキシコ            | 50,293  |
| スペイン            | 48,520  |
| 世界                | 850,886 |
| 出典: 国連のFAOSTAT |         |

### 主要生産国
- 米国（4 - 10月）
- オーストラリア（9 - 3月）
- ニュージーランド（11 - 3月）
- チリ（11 - 4月）

他にカナダ、メキシコ、アルゼンチン、中国などにも産地がある。

### 日本
国内産に加え、長期輸送・市場流通に十分耐えうる品質のものが世界中から日本の市場へ供給され、通関は通常検査で行われる。

#### 日本の生産の歴史
日本にブルーベリーが導入されたのは1951年で、当時の農林水産省北海道農業試験場が米国からハイブッシュ・ブルーベリー（比較的冷涼な気候を好む栽培種）を導入したのが始まりである。一方、暖地に対応するラビットアイブルーベリーは1962年に農林水産省によって導入された。このラビットアイ系品種は1962年に米国ジョージア州から導入され、1968年より東京都小平市で商業栽培が始まった。
。「ブルーベリー栽培発祥の地」を掲げる島村ブルーベリー園経営者の島村速雄によると、東京農工大学時代の恩師で、「日本のブルーベリーの父」と呼ばれる岩垣駛夫（はやお）教授から約130本の苗木を託されたのが始まりだが、当初は日本での認知度が低く、青果市場に持ち込んでも取引を渋られたという。
1971年、長野県にハイブッシュ系品種が導入され、栽培に適した高冷地のある群馬県、新潟県、山梨県、宮城県などを中心に各県で生産されるようになった。東北地方では、岩手県の岩手大学で行われた公開講座により経済栽培が広まった。石川県鳳珠郡能登町の旧柳田村域では、土地の事情からラビットアイ系品種が栽培されている。
1990年以降、パン食文化の浸透や健康ブーム（健康食品としての宣伝効果のほか、外国産農産物に対する不安視）などを受け、関東近郊に摘み取り目的の観光農園や産地が急増した。都道府県別収穫量は、1981年から2014年まで長野県が首位を保っていたが、2015年から東京都が追い抜いている。東京都など関東でブルーベリー栽培が増えた理由としては、追熟で美味しくなる果物と逆に生食用は日持ちがしないうえ、観光農園での摘み取り体験向きであり大消費地との近さが有利に働いたことが大きい。栽培に適した酸性土壌として火山灰土の関東ローム層が広がっていること、砂礫も含んでいるため水はけも良いことなども挙げられる。東京都練馬区では都市農業を残すために補助金で栽培を支援している。

#### 日本の主な産地
2015年以降は東京都が生産量首位となっている。2014年時点の収穫量国内1位は長野県、2位は茨城県、群馬県、東京都だった。神奈川県を除く１都5県が10位以内、神奈川県も15位以内と関東地方に産地が集中している。その他生産が盛んなのは岩手県を中心とした東北地方のほか滋賀県、兵庫県、愛媛県、熊本県など西日本でも高原地帯を中心に栽培が盛んとなっている。加工品は頭打ちだが、生食での人気で年々需要が高まっており、2014年の収穫量は1989年（平成元年）の6倍以上の約2700トンとなっている（輸入量の1970トンを上回る）。農林水産省では特産果樹として統計をとっている。
- 北海道
  - 余市町、仁木町
- 青森県
  - 中泊町（旧中里町）
- 岩手県 …国内5-8位。歴史の古い産地で、1976年に長野果樹試験場より苗木が送られ、冷害対策の作物として広まった[30]。以後、関東地方でブルーベリー栽培が盛んになる以前は長野県に次ぐ国内2位の産地となっていた。加工品が主流で、他県への出荷も多い。
  - 岩手町、奥州市（旧胆沢町）、一関市
- 宮城県
  - 栗原市（旧若柳町）、大崎市（旧鳴子町）、蔵王町、気仙沼市大島
- 山形県
  - 鶴岡市、寒河江市
- 福島県
  - 三春町、棚倉町
- 茨城県 …収穫量国内2-4位。つくば市は三大産地と呼ばれる国内有数の産地で、「ブルーベリーシティー」宣言を行っている。
  - つくば市、かすみがうら市（旧千代田町）、小美玉市（旧美野里町）
- 栃木県
  - 佐野市、大田原市、日光市
- 群馬県 …収穫量国内2-4位。1990年以降は、長野県に次ぐ主産地の一つで、桑畑からの転作で広まった。高原の気候を利用したハイブッシュ種のほか、県独自の品種も育成している。
  - 川場村、沼田市、前橋市
- 埼玉県 …国内5-8位。美里町は荒廃した桑畑を利用したブルーベリー栽培で注目された町であり、多彩な品種を育成している。
  - 美里町、熊谷市（旧江南町）
- 千葉県 …国内5-8位。木更津市が中心産地。木更津市では市場出荷も多く、ハウス栽培も行われている。
  - 木更津市、富津市、睦沢町、千葉市
- 東京都 …収穫量国内1-4位。小平市は国内ブルーベリー栽培発祥地[28]で、土壌が適性であること、スプリンクラー、噴霧器などの農機具の制限も受けないことで、1990年代以降他作物に代わり、次第に農地が増加し、2010年以降は国内上位となり、2015年の収穫量は1位となっている[31]。また、小平市は三大ブルーベリー産地と呼ばれたが、近年は都内の他産地の方が収穫量が多い。
  - 多摩地域（八王子市、日野市、小平市、国分寺市、立川市や練馬区など
- 神奈川県
  - 小田原市、相模原市
- 新潟県 …かつての主要産地で100トンを超す収穫量があったが、2015年の収穫量は十1数トン程度となっている。
  - 新潟市南区（旧白根市）、新発田市など
- 長野県 …収穫量国内1-3位。ハイブッシュ種の主産地で、収穫量はほぼ毎年国内トップ。全県で生産しているが、信濃町が一大産地となっている。
  - 信濃町、大町市、長野市
- 山梨県 …北杜市（旧明野村）はつくば市、小平市とともに三大ブルーベリー産地と呼ばれたが、2014年の収穫量は十数トンと後発県より少なくなっている。
  - 北杜市（旧明野村）
- 滋賀県
  - 高島市（旧マキノ町）、米原市（旧米原町）
- 兵庫県
  - 丹波市（旧氷上町、旧市島町）
- 愛媛県 …国内6-8位。
  - 松山市、砥部町、内子町、西条市
- 熊本県
  - 山都町（旧蘇陽町）
- 鹿児島県
  - 霧島市ほか

## ヨウシュヤマゴボウの実の誤食リスク
北米原産で日本では帰化植物として雑草化しているヨウシュヤマゴボウは、ヤマゴボウに似た根だけでなく、ブルーベリーのように見える果実にも毒を含むため誤食しないよう注意が必要で、見つけ次第抜き取ることが望ましい。ヨウシュヤマゴボウは多年生草本であり、ブルーベリーのような木本植物ではないが、草丈が2000mm位まで生長するためにブルーベリーと似た外観に見える可能性がある。
ただし、一箇所に複数、青紫色の実が着くブルーベリーとは異なり、一つの果軸に多くの黒紫色の実が生ることや、茎が赤みを呈してブルーベリーのような幹ではないことから、見分けは容易である。